# Alduino de Geraci

Escudo de armas de la casa de Altavilla.

Alduino de Geraci fue hijo de Ruggero Nortman de Geraci, VII conde de Geraci y de su esposa y prima Isabella Nortman y de Craon, también citada como Isabella de Parisio.

## Títulos
- VIII conde de Geraci.
- Conde de Ischia
- Señor de Collesano.
- Señor de Gangi.[2]

## Biografía
Alduino otorgó testamento en 1234, muriendo antes de 1240.
Casó con Isabel de Nortman, pariente suya, también conocida como Isabella Cicala (hermana de Andrea Cicala), señora de Polizzi.
Su feudo estaba establecido en la parte más occidental de la Madonia: Collesano y Roccella.
Fue señor de Collesano, tal y como se le cita en algunos documentos, bastante antes de la elevación de Collesano a condado.

## Línea de sucesión en el condado de Geraci
| Predecesor: Ruggero Nortman, de Geraci | VIII Conde de Geraci | Sucesor: Isabella de Geraci |